# Mohamed Issa
Mohamed Issa (* 27. September 1998 in Berlin) ist ein deutscher Schauspieler.

## Leben
Mohamed Issa wuchs in Berlin auf, wo er auch lebt. Seine Eltern stammen aus Palästina. Bereits für eine seiner ersten Rollen in dem Filmdrama Wir waren Könige wurde Issa 2014 in der Kategorie „Bester Darsteller“ für den Förderpreis Neues Deutsches Kino nominiert. Seitdem steht er regelmäßig für Serien oder Einzelproduktionen vor der Kamera.
Mohamed Issa spricht Deutsch und Arabisch.

## Filmografie (Auswahl)
- 2014: Das Ende der Geduld
- 2014: Wir waren Könige
- 2016–2017: Lindenstraße (27 Folgen als Jamal Bakkoush)
- 2017: Großstadtrevier – Auf eigene Faust
- 2017: Fremde Tochter
- 2017: Tatort – Am Ende geht man nackt
- 2017: Ein Fall für zwei – Ohne Skrupel
- 2018: Wir lieben das Leben
- 2018: Beat – POP
- 2018: Dogs of Berlin (10 Folgen als Murad Issam)
- 2018: Der Kriminalist – Fenster zum Hof
- 2019: Wir sind die Welle (6 Folgen als Rahim Hadad)
- 2019: Mein Freund, das Ekel
- 2020: Kokon
- 2020: Tatort – Leonessa
- 2020: Mapa (2 Folgen)
- 2020: Nicht tot zu kriegen
- 2020: Heldt – Die Träume der Anderen
- 2020: Contra
- 2022: Der Überfall (Fernsehreihe)
- 2025: Morden im Norden – Niemandsland